# Pavetta celebica
Pavetta celebica är en måreväxtart som beskrevs av Cornelis Eliza Bertus Bremekamp. Pavetta celebica ingår i släktet Pavetta och familjen måreväxter. Inga underarter finns listade i Catalogue of Life.